# 久保園晃
久保園 晃（くぼその あきら、1930年5月6日 - 2016年12月26日）は、日本の宇宙航空エンジニアであり、日本の宇宙開発の草分け的存在である。

## 来歴
1930年（昭和5年）5月に中国遼寧省瀋陽市に生まれる。戦後鹿児島県日置郡伊集院町（現・日置市）に引き上げ、旧制第七高等学校、鹿児島大学文理学部物理学科を卒業後、1953年（昭和28年）運輸省運輸技術研究所航空部に入所。航空機の風洞実験などを学ぶ。1955年（昭和30年）新三菱重工（現・三菱重工業）名古屋航空機製作所に入社。技術部の空力研究課、電子技術課、飛翔体基礎設計課などで、航空機に関する実験、設計などを行い、国産旅客機YS-11の開発にも携わった。
1970年（昭和45年）宇宙開発事業団（NASDA）（現・宇宙航空研究開発機構（JAXA））に入社。ロケット・システムグループ、システム計画部、初代のスペースシャトル利用推進室長、国際部長、打上げ管制部長、種子島宇宙センター所長などを経て、宇宙環境利用・国際関係担当理事となる。1992年（平成4年）宇宙開発事業団理事退任後は、有人宇宙システム（株）代表取締役社長（- 1996年）、同特別顧問（- 1998年）などを務め、引き続き航空技術や宇宙開発に貢献した。

## 宇宙航空開発での実績
宇宙開発事業団在職中、打上げ主任としてH-Iロケット初号機の打上げ、スペースシャトルでの宇宙実験依頼のためのNASAとの交渉、日本人宇宙飛行士の募集・選考・訓練、実験措置とスペースシャトルとの技術インターフェイスの調整、日本の実験モジュールJEM（愛称「きぼう」）の開発・利用・運用についてのNASAとの協定、国際宇宙ステーション計画（ISS）に初期時代より参画した。その業績は海外でも広く評価され、1992年（平成4年）4月23日に第8代NASA長官リチャード・トゥルーリーより、日本人では2人目(1人目は斎藤成文東京大学名誉教授)となる国際宇宙協力感謝状が贈呈された。

## 関連した活動
宇宙航空関連の事典の執筆を行うとともに、日本モデルロケット協会理事、日本宇宙少年団相談役として、若者を中心に宇宙開発についての啓発活動を積極的に行った。晩年、所有していた日本の宇宙開発黎明期のペンシルロケットのレプリカを日本航空協会航空会館に寄贈している。
また、鹿児島県知事より薩摩大使に任命され、郷土鹿児島県を広く世界に紹介した。

## 著書
- 須加基嗣、久保園晃、山崎敏夫『プロジェクトエンジニアリングハンドブック』日刊工業新聞社、1979年。ISBN 978-4526010569。

### 論文
- 久保園晃「スペースシャトルの初飛行と今後の動向」『計測と制御』第20巻第10号、1981年、968-973頁。
- 久保園晃「スペースシャトルと日本の宇宙実験」『科学朝日』第42巻第4号、1982年、38-40頁。
- 久保園晃「宇宙開発の現状と展望」『高圧ガス』第26巻第2号、1989年、114-132頁。
- 航空宇宙エンジニア半世紀の軌跡（その1-その9）『航空情報（NCID AN00027183）』